# Leptasthenura pileata
Rabudinho-de-coroa-ruiva ou rabudinho-de-coroa-castanha (Leptasthenura pileata) é uma espécie de ave da família Furnariidae.
É endémica do Peru.

## Distribuição e habitat
Os seus habitats naturais são: regiões subtropicais ou tropicais húmidas de alta altitude e matagal tropical ou subtropical de alta altitude.

## Alimentação
Alimenta-se principalmente de pequenos artrópodes, que se encontram entre os ramos e folhas de arbustos e árvores.